# Heino Enden
Heino Enden (Tallinn, 13 dicembre 1959) è un ex cestista e allenatore di pallacanestro sovietico, dal 1991 estone.

## Carriera
Con l'Unione Sovietica ha disputato i Campionati mondiali del 1982 e tre edizioni dei Campionati europei (1983, 1985, 1987).

## Palmarès
- Campionato sovietico: 2

CSKA Mosca: 1983-84, 1987-88